# قهرمانی تگ تیم جهان دبلیودبلیوئی
عنوان قهرمانی تگ تیم جهان (به انگلیسی: World Tag Team Championship) یک کمربند قهرمانی در کشتی حرفه‌ای است که توسط پروموشن دبلیودبلیوئی ارائه و در برند راو از آن دفاع می‌شود. این عنوان قهرمانی به همراه قهرمانی تگ تیم دبلیودبلیوئی در برند اسمک‌داون، دو عنوان قهرمانی تگ تیم در دبلیودبلیوئی هستند. قهرمانان کنونی، تیم جاجمنت دی (فین بلر و جی‌دی مک‌دونا) است که برای چهارمین بار از نظر تیمی قهرمان این عنوان شده‌اند. آنها با شکست دادن نو دی (کوفی کینگستون و زیویر وودز) در شوی راو به تاریخ ۳۰ ژوئن ۲۰۲۵، قهرمان شدند.
این عناوین قهرمانی در ۳ اکتبر ۲۰۰۲ با نام قهرمانی تگ تیم دبلیودبلیوئی (به انگلیسی: WWE Tag Team Championship) ایجاد شد و تیم کرت انگل و کریس بنوا اولین قهرمانان این کمربند بودند. این عناوین به عنوان کمربندهای قهرمانی تگ تیم مختص برند اسمک‌داون در جریان مراسم درفت ایجاد شد تا مکمل عنوان قهرمانی تگ تیم جهان قدیم(en) باشد که در برند راو از آن دفاع می‌شد. هر دوی این عناوین در سال ۲۰۰۹ ادغام و با یک‌دیگر دفاع می‌شدند و به طور مستقل نیز فعال بودند تا اینکه قهرمانی تگ تیم جهان که سال ۱۹۷۱ ایجاد شده بود، غیرفعال گردد.
در نتیجه مراسم درفت ۲۰۱۶، این عنوان مختص به برند راو شد و به قهرمانی تگ تیم راو (به انگلیسی: WWE Raw Tag Team Championship) تغییر نام داد و برند اسمک‌داون نیز عنوان قهرمانی تگ تیم مختص به خودش را ایجاد کرد. از ماه مه ۲۰۲۲ تا آوریل ۲۰۲۴، هر دوی این عناوین تحت نام قهرمانی بی چون و چرای تگ تیم دبلیودبلیوئی با همدیگر دفاع می‌شدند، هر چند که تاریخچه جدای از هم داشتند. تحت این نام، هر دو عنوان همزمان به اولین قهرمانی‌های تگ تیم تبدیل شدند که از آنها در مسابقه پایانی (مین‌ایونت) رسلمنیا دفاع می‌شوند؛ اتفاقی که در شب اول رسلمنیا ۳۹ در آوریل ۲۰۲۳ رخ داد. این عناوین بار دیگر و در پی‌پرویوی شب قهرمانان که مه همان سال برگزار شد در مسابقه پایانی دفاع شدند. سپس این عناوین در آوریل ۲۰۲۴ و در رسلمنیا ۴۰ از هم تفکیک و قهرمانی تگ تیم راو به نام کنونی تغییر پیدا کرد.